# Народный артист Республики Марий Эл
Народный артист Республики Марий Эл (луговомар. Марий Эл Республикын Калык артистше) — государственная награда, почётное звание Республики Марий Эл.

## История
Учреждено Указом Президиума Верховного Совета Марийской АССР от 27 августа 1939 года.

## Основания награждения
Установлено для артистов, режиссёров, балетмейстеров, дирижёров, хормейстеров, музыкальных исполнителей, создавших высокохудожественные образы, спектакли, кинофильмы, телеспектакли, телефильмы, концертные, эстрадные программы, музыкальные, телевизионные и радиопроизведения, которые внесли выдающийся вклад в художественную культуру и получили широкое общественное признание.
Присваивается не ранее, чем через 5 лет после присвоения почётного звания «Заслуженный артист Республики Марий Эл» или «Заслуженный деятель искусств Республики Марий Эл». Присваивается Главой Республики Марий Эл (ранее Президиумом Верховного Совета Марийской АССР) с вручением удостоверения и нагрудного знака. По состоянию на 1 июля 2008 года звания удостоены 90 человек.

## Список обладателей почётного звания

### Народные артисты Марийской АССР / ССР
- - Правдин-Эвестов Михаил Флегонтович (1946)[1]
  - Смирнова Прасковья Алексеевна (1946)[2]
  - Тихонова Анастасия Тихоновна (1946)[3]
  - Григорьев Тимофей Григорьевич (1949)[4]
  - Якаев Иван Тарасович (1949)[5]
  - Россыгин Илья Иванович (1951)[6]
  - Смирнова Вера Евгеньевна (1951)[2]
  - Скрябин Леонид Васильевич (1952)[7]
  - Страусова Анастасия Гавриловна (1954)[8]
  - Гончарова Имма Львовна (1957)[9]
  - Кузнецова-Дружинина Надежда Прокопьевна (1960)[10]
  - Кузьминых Степан Иванович (1960)
  - Привалихина Вера Николаевна (1965)[11]
  - Попова Нина Евсеевна (1967)[12]
  - Пушкин Георгий Максимович (1967)[13]
  - Михайлова Мария Михайловна (1969)[14]
  - Матвеев Иван Сергеевич (1970)[15]
  - Жирецкая Людмила Павловна (1975)[16]
  - Константинова Нинель Александровна (1975)
  - Венедиктов Арсений Андреевич (1977)[17]
  - Ковалёва Надежда Тихоновна (1977)[18]
  - Руссина Римма Арсентьевна (1977)[19]
  - Турченков Василий Матвеевич (1977)[20]
  - Шурыгин Анатолий Алексеевич (1979)[21]
  - Никитин Иван Семёнович (1980)[22]
  - Якимов Леонид Никифорович (1980)[5]
  - Регеж-Горохов Василий Михайлович (1980)
  - Эшпай Андрей Яковлевич (1983)
  - Гибадуллин Габдулхак Габдуллович (1987)
  - Асмаев Вячеслав Михайлович (1988)[23]
  - Шведова Нина Васильевна (1988)[24]
  - Рязанцев Юрий Иванович (1991)[25]
  - Сушкина Светлана Сергеевна (1991)[26]

### Народные артисты Республики Марий Эл
- - Илларионова Галина Александровна (1992)[27]
  - Кириллова Сарра Степановна (1992)[28]
  - Снеговской Станислав Павлович (1996)
  - Алексеев Виталий Михайлович (1996)
  - Большаков Николай Филиппович (1996)[29]
  - Комлева Ольга Петровна (1996)[30]
  - Коновалова Елизавета Ивановна (1996)[31]
  - Аверченко Михаил Константинович (1997)[32]
  - Зыкина Людмила Георгиевна (1997)
  - Берникова Зоя Васильевна (1998)
  - Кулёв Фридрих Григорьевич (1998)
  - Носырева-Исаева Раиса Кузьминична (1998)[33]
  - Драконов Василий Иванович (1999)[34]
  - Медикова Маргарита Егоровна (1999)[35]
  - Никитин Владимир Илларионович (1999)[36]
  - Перепелица Тамара Алексеевна (1999)[37]
  - Смирнов Иван Викентьевич (1999)[38]
  - Шрубченко Вячеслав Семёнович (1999)[39]
  - Петухов Геннадий Михайлович (2000)[40]
  - Харитонова Ольга Федотовна (2000)[41]
  - Репьёв Дмитрий Петрович (2002)
  - Серёгин Владимир Анатольевич (2003)[42]
  - Александрова Алла Яковлевна (2004)
  - Голованова Нина Ильинична (2004)[43]
  - Домрачев Василий Валерианович (2004)
  - Ромашкин Владимир Фёдорович (2004)[44]
  - Иванов Константин Анатольевич (2005)[45]
  - Ковалёва Галина Владимировна (2005)
  - Мосунов Михаил Юрьевич (2005)
  - Синьковский Юрий Александрович (2005)
  - Мусинский Альберт Эдуардович (2006)[46]
  - Гришин Виктор Семёнович (2007)[47]
  - Швед Александр Спиридонович (2007)[48]
  - Сулейманова Наиля Ряхимжановна (2008)
  - Макарова Нина Альбертовна (2009)[49]
  - Лисицына Эльвира Семёновна (2009)
  - Мурашко Михаил Петрович (2011)
  - Строганова Светлана Васильевна (2014)
  - Ефремова Ирина Петровна (2015)[50]
  - Актуганов Игорь Витальевич (2016)[51]
  - Печенников Сергей Аркадьевич (2016)
  - Романова Августа (2017)[52]
  - Максимова Мария Николаевна (2018)[53]
  - Москаленко Евгения Борисовна (2021)[54]